# Crenulaspidiotus anticheir
Crenulaspidiotus anticheir är en insektsart som beskrevs av Miller och Davidson 1981. Crenulaspidiotus anticheir ingår i släktet Crenulaspidiotus och familjen pansarsköldlöss. Inga underarter finns listade i Catalogue of Life.